# Maakel

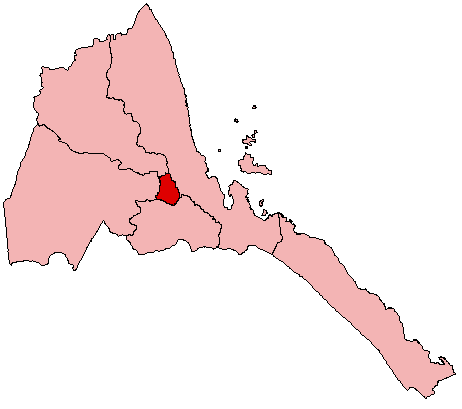
Maakel markerat i rött.

Maakel eller Zoba Maekel är en central region i Eritrea med strax under 600 000 invånare. Det är landets ytmässigt minsta region och den innefattar Asmara, Eritreas största stad och huvudstad.